# Cincoshop
Cincoshop fue un canal de televisión abierta español dedicado a la venta de productos y teletienda, coproducido por El Corte Inglés (televenta) y Gestevisión Telecinco (concursos de telellamadas, tarot y Call TV)
Se encontraba dentro del paquete de canales gratuitos de la TDT dentro del multiplex 68 UHF, junto a Telecinco, La Siete, Factoría de Ficción y Disney Channel.
En el mes de septiembre de 2010, el Ministerio de Industria exigió a Gestevisión Telecinco el cierre inmediato de Cincoshop, ya que consideró que estaba vulnerando el límite de cuatro emisiones simultáneas que recoge la Ley General Audiovisual debido a que la compañía inició un nuevo canal llamado Boing. Días después, el Gobierno también exigió el cierre de Canal Club y Tienda en Veo a Prisa TV y Veo Televisión, respectivamente, por los mismos motivos.